# Gwiazda hiperprędkościowa
Gwiazdy hiperprędkościowe (ang. hypervelocity stars) – gwiazdy poruszające się ze znacznie większą prędkością od innych gwiazd w galaktyce, będące dzięki temu w stanie wyrwać się z pola grawitacyjnego galaktyki.
Normalne gwiazdy poruszają się z prędkością do 100 km/s, gwiazdy hiperprędkościowe poruszają się w przestrzeni nawet 10 razy szybciej.

## Powstawanie
Istnieją dwie główne hipotezy dotyczące sposobu w jaki powstają gwiazdy tego typu:
- bliskie spotkanie gwiazdy podwójnej z czarną dziurą – jedna z gwiazd zostaje schwytana przez czarną dziurę, a druga zostaje wyrzucona z układu ze znaczną prędkością,
- kolizja galaktyk – w wyniku wpadnięcia mniejszej galaktyki w większą, niektóre z gwiazd otrzymały dodatkowe przyspieszenie i wyrwały się ze swojej galaktyki.

## Lista gwiazd hiperprędkościowych
Lista gwiazd o prędkości ponad 275 km/s:
- HVS1 – (SDSS J090744.99+024506.88)
- HVS2 – (SDSS J093320.86+441705.4, US708)
- HVS3 – (HE 0437-5439)
- HVS4 – (SDSS J091301.01+305119.83)
- HVS5 – (SDSS J091759.47+672238.35)
- HVS6 – (SDSS J110557.45+093439.47)
- HVS7 – (SDSS J113312.12+010824.87)
- HVS8 – (SDSS J094214.03+200322.07)
- HVS9 – (SDSS J102137.08−005234.77)
- HVS10 – (SDSS J120337.85+180250.35)
- HVS11 – (SDSS J095906.47+000853.41) - niepotwierdzona
- HVS12 – (SDSS J105009.59+031550.67)
- HVS13 – (SDSS J105248.30−000133.94)
- HVS14 – (SDSS J104401.75+061139.02)
- HVS15 – (SDSS J113341.09−012114.25) - niepotwierdzona
- HVS16 – (SDSS J122523.40+052233.84) - niepotwierdzona
- HVS17 - (SDSS J164156.39+472346.12)
- HVS18 - (SDSS J232904.94+330011.47)
- HVS19 - (SDSS J113517.75+080201.49)
- HVS20 - (SDSS J113637.13+033106.84)
- HVS21 - (SDSS J103418.25+481134.57)
- HVS22 - (SDSS J114146.45+044217.29)
- HVS23 - (SDSS J215629.02+005444.18)
- HVS24 - (SDSS J111136.44+005856.44)
- LAMOST-HVS1 (J091206.52+091621.8)[4]